# 中坤集团
中坤集团，又称北京中坤投资集团有限公司（英語：Beijing Zhongkun Investment Group Co., Ltd.）是一家中国房地产公司。

## 历史
1995年由黄怒波成立于北京，两核心业务为地产业和度假产业。

## 事件
2011年8月，中坤集团拟斥资10亿冰岛克朗（约880万美元）购入冰岛东北部一幅300平方公里土地，计划投资约100亿-200亿克朗（约8800万-1.76亿美元）发展生态旅游度假村。这幅土地面积相当于冰岛国土总面积的约0.3%。该地块除靠近潜在的深水港口之外，还有冰岛最大的冰川河流之一。由于这是中国大陆公司首次在冰岛进行的大量投资，引起外媒关注。2012年，最后被否决。